# Andritsena-Krestena
Andritsena-Krestena (gr. Δήμος Ανδρίτσαινας-Κρεστένων, Dimos Andritsenas-Krestenon) – gmina w Grecji, w administracji zdecentralizowanej Peloponez, Grecja Zachodnia i Wyspy Jońskie, w regionie Grecja Zachodnia, w jednostce regionalnej Elida. Siedzibą gminy jest Krestena, a siedzibą historyczną jest Andritsena. W 2011 roku liczyła 14 109 mieszkańców. Powstała 1 stycznia 2011 roku w wyniku połączenia dotychczasowych gmin: Skilunda, Andritsena i Alifira.